# Prąd rażeniowy
Prąd rażeniowy, Prąd dotykowy (ang.  touch current) – prąd elektryczny, który przepływa przez ciało człowieka lub zwierzęcia, w przypadku dotyku jednej części dostępnej lub większej ich liczby elektrycznej instalacji lub urządzenia (izolowane stanowisko).